# 1992 UH6
1992 UH6 är en asteroid i huvudbältet som upptäcktes den 31 oktober 1992 av den japanska astronomen Nobuhiro Kawasato i Uenohara.
Asteroiden har en diameter på ungefär 4 kilometer.